# Mirabilistrombus
Mirabilistrombus is een geslacht van weekdieren uit de klasse van de Gastropoda (slakken).

## Soort
- Mirabilistrombus listeri (Gray, 1852)